# Giovanni Legnini
Giovanni Legnini (Roccamontepiano, 6 gennaio 1959) è un politico e avvocato italiano. Dal 2014 al 2018 è stato vicepresidente del Consiglio superiore della magistratura.
È stato sottosegretario alla Presidenza del Consiglio dei ministri del governo Letta dal 2013 al 2014, Sottosegretario di Stato del Ministero dell'economia e delle finanze nel governo Renzi nel 2014.
Dal 2020 è Commissario straordinario di Governo alla ricostruzione delle aree colpite dal terremoto del Centro Italia del 2016 e del 2017.
Nel 2022 è nominato anche Commissario Straordinario del Governo ai fini della ricostruzione nei territori di Ischia interessati dagli eventi sismici verificatisi a far data dal 21 agosto 2017, nominato con decreto DPCM del 21/02/2022.

## Biografia
Nato nel 1959 a Roccamontepiano, in provincia di Chieti, laureato in giurisprudenza presso l'Università degli Studi di Teramo, esercita la professione di avvocato a Chieti ed è stato docente di ruolo di discipline giuridiche ed economiche. Specializzato in diritto dell'impresa e della pubblica amministrazione, ha assunto incarichi di commissario liquidatore ed è stato consigliere di amministrazione di società.

### Attività politica

#### Dal PCI al PD
Ha iniziato a fare politica a 17 anni, è stato membro della segreteria regionale del Partito Comunista Italiano, è stato sindaco della sua città natale dal 1990 al 2002. Quale dirigente dei Democratici di Sinistra, è stato componente dei massimi organismi di direzione provinciale e regionale del partito. È componente dell'Assemblea Nazionale del Partito Democratico. Alle elezioni comunali di Chieti del 2005, è stato capolista della lista DS, ricoprendo la carica di Presidente del consiglio comunale fino al 2007.
Il 26 luglio 2004 diventa senatore, subentrando ad Ottaviano Del Turco, ricoprendo gli incarichi di membro della 5ª Commissione Bilancio, tesoro e programmazione, membro della Commissione parlamentare consultiva per l'attuazione della riforma amministrativa, membro della Commissione speciale per l'infanzia e i minori.
Alle elezioni politiche del 9 e 10 aprile 2006 è stato rieletto al Senato per la lista DS in Abruzzo, conseguendo gli incarichi di membro della giunta delle elezioni e delle immunità parlamentari, del Comitato parlamentare per i procedimenti di accusa, della Commissione contenziosa e del Comitato di revisione delle schede elettorali della Regione Toscana. Dal 6 giugno 2006 è stato eletto vicepresidente della Commissione Bilancio e Programmazione Economica del Senato.
Rieletto al Senato alle politiche del 2008, è membro della 5ª Commissione permanente (Bilancio), della Giunta delle elezioni e delle immunità parlamentari, del Comitato parlamentare per i procedimenti di accusa e del Consiglio di garanzia.

#### Sottosegretario di Stato
In seguito alla nascita del governo di larghe intese guidato da Enrico Letta tra PdL, Partito Democratico (PD), Unione di Centro e Scelta Civica, il 3 maggio 2013 entra a far parte del governo Letta, venendo nominato il 2 maggio dal Consiglio dei Ministri sottosegretario di Stato alla Presidenza del Consiglio dei ministri con delega all'editoria e all'attuazione del programma di governo.
Con la caduta e la fine del governo Letta per volere del neo-segretario del PD Matteo Renzi per diventare Presidente del Consiglio, e alla nascita del suo governo, il 28 febbraio 2014 viene nominato dal CdM sottosegretario di Stato al Ministero dell'economia e delle finanze, affiancando il neo-ministro Pier Carlo Padoan, mantenendo l'incarico fino al 30 settembre 2014.

#### Vicepresidente del CSM
Il 10 settembre 2014 viene eletto nuovo consigliere laico del Consiglio superiore della magistratura, in quota PD con il consenso più ampio tra i candidati pari a 524 voti su 489 richiesti (pari ai 3/5 dei votanti) insieme al sindaco di Arezzo, sempre in quota PD Giuseppe Fanfani con 499, unici eletti nel quinto scrutinio. È la prima volta nella storia repubblicana che un membro del Governo in carica viene eletto nell'organo di autogoverno della magistratura.
Il 30 settembre 2014 è stato eletto vicepresidente del Consiglio superiore della magistratura con 20 voti a favore, 3 schede bianche, una nulla e una dispersa (voto di Giuseppe Fanfani).

#### Corsa alla Presidenza della Regione Abruzzo
Il 10 dicembre 2018 annuncia la sua candidatura per la coalizione di centro-sinistra a presidente della regione Abruzzo alle prossime elezioni regionali del 10 febbraio 2019, ricevendo l'appoggio di PD, +Europa assieme a Centro Democratico, Centristi per l'Europa, Liberi e Uguali assieme a Sinistra Italiana e dalle liste civiche "Legnini Presidente", "Abruzzo Insieme-Abruzzo Futuro", "Avanti Abruzzo-IdV" e "Abruzzo in Comune". Alla tornata elettorale raccoglie il 31,28% dei consensi e viene sconfitto dal candidato del centro-destra, l'ex missino Marco Marsilio con il 48% dei consensi, venendo comunque eletto come membro del Consiglio regionale nella lista "Legnini Presidente".

#### Commissario straordinario alla ricostruzione

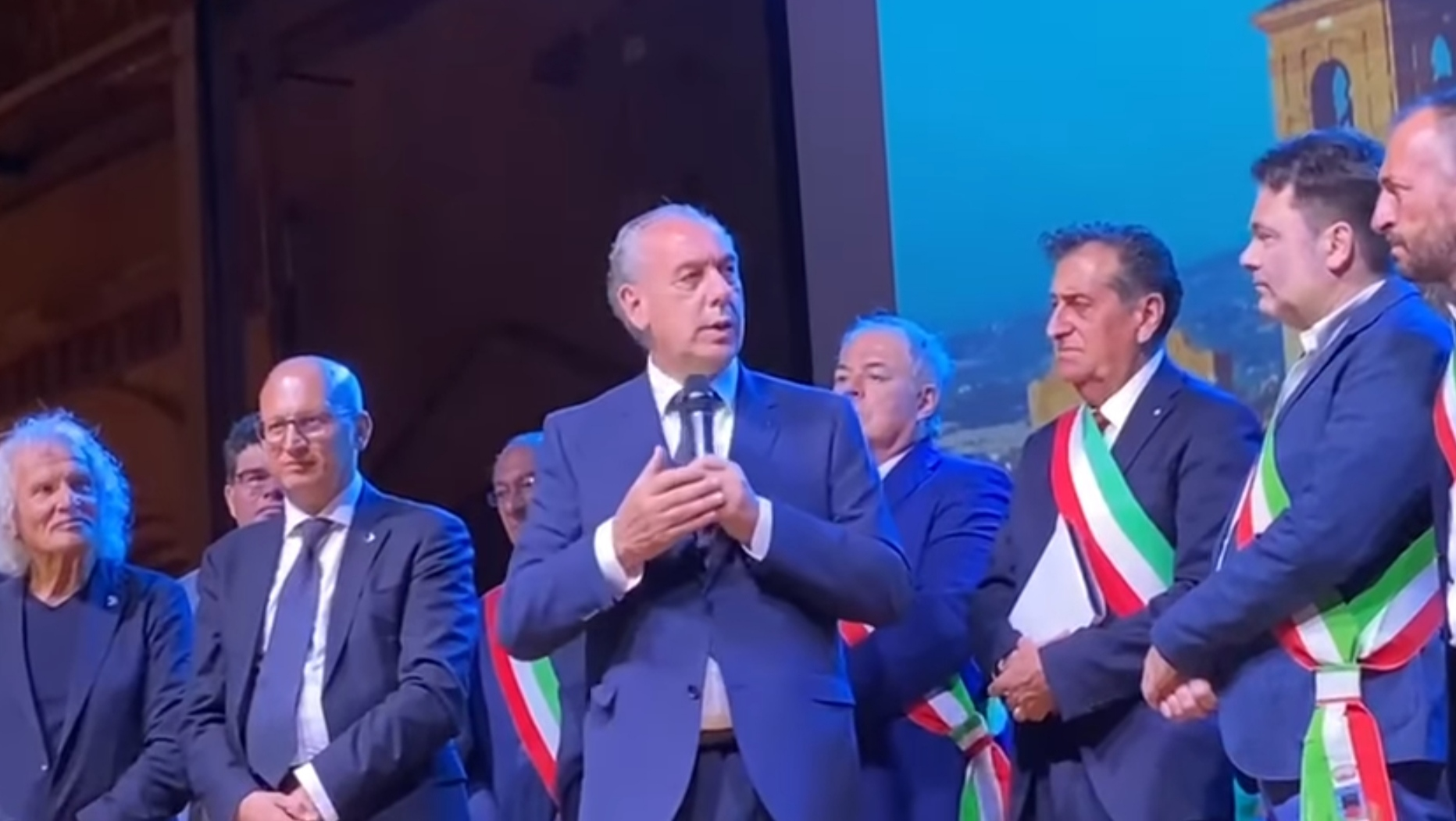
Legnini riceve il Premio Sibilla a San Ginesio il 16 luglio 2022, accompagnato da Sandro Parcaroli, dal presidente dell'Unione montana dei Monti Azzurri e dai quindici sindaci che ne fanno parte

Il 14 febbraio 2020 è stato nominato dal governo Conte II come commissario straordinario di Governo alla ricostruzione delle aree colpite dal terremoto del Centro Italia del 2016 e del 2017, subentrando a Piero Farabollini. A seguito di questo incarico ha lasciato il proprio posto in Consiglio regionale dell'Abruzzo e l'aula ha preso atto delle sue dimissioni il 3 marzo. Per il suo servizio ha ricevuto il Premio Sibilla (16 luglio 2022), la cittadinanza onoraria di San Ginesio (22 ottobre 2022) e il titolo di Grande ufficiale dell'Ordine al merito della Repubblica Italiana (4 novembre 2022). Cessa da questo incarico il 31 dicembre 2022 venendo sostituito da Guido Castelli.
Dal 21 giugno 2022 è commissario straordinario di Governo per gli interventi nei territori dei Comuni di Casamicciola Terme, Forio, Lacco Ameno dell’Isola di Ischia interessati dagli eventi sismici del giorno 21 agosto 2017.

## Pubblicazioni
- Le Autorità Indipendenti e le magistrature ordinarie e speciali in Atti del seminario: "Le giurisdizioni e le Autorità indipendenti, un dialogo al plurale sulle metamorfosi dei diritti - Roma, 19 luglio 2018”. Quaderni CSM, settembre 2018
- Razza e ingiustizia. Gli avvocati e i magistrati al tempo delle leggi antiebraiche, introduzione al volume, a cura di A. Meniconi e M. Pezzetti, Roma, Istituto Poligrafico dello Stato, settembre 2018 (in attesa di ISBN)
- Compendio di ordinamento giudiziario, Prefazione; F. Ciaralli, F. Gullì, V. Vecchio,Roma, Dike editore, 2018, ISBN 9788858208717
- Etica, giustizia e legalità di Bruno Forte, Giovanni Legnini; prefazione di Sergio Caputi, Brescia, Scholé, 2018, ISBN 978-88-284-0001-1
- Calcolabilità giuridica (atti del convegno tenutosi a Roma, Accademia dei Lincei, 23 giugno 2016), Introduzione al volume; a cura di A. Carleo, Bologna, Il Mulino, 2017, ISBN 8815273085
- L’antimafia di Paolo Borsellino, introduzione al volume; Roma, Istituto Poligrafico dello Stato, 2017, ISBN 8824027660
- Giovanni Falcone e il Consiglio superiore della magistratura, introduzione al volume; Istituto Poligrafico dello Stato, Roma, 2017, ISBN 8824027687
- Fallimento, soluzioni negoziate della crisi e tutela dei creditori, dopo le riforme del 2015 e 2016, introduzione al volume; opera diretta da Stefano Ambrosini, Bologna, Zanichelli, 2017, ISBN 978-88-08-82076-1
- Corte dei Conti e giurisdizione ordinaria: l’angolo prospettico del Consiglio Superiore della Magistratura in La tutela degli interessi finanziari della collettività nel quadro della contabilità pubblica: principi, strumenti, limiti, Atti del 63º convegno di studi amministrativi, Varenna, 21-23 settembre 2017
- Mediterraneo, Italia, Europa: politiche per i rifugiati tra integrazione e sicurezza, in Giurisdizione e protezione internazionale - il diritto per i rifugiati: costituzione, politica, giustizia, Quaderni CSM, Roma, Istituto Poligrafico dello Stato, 2017.
- La Protezione civile nella società del rischio: la responsabilità penale nell'ambito dell'attività di protezione civile. Atti dell'Incontro di studio organizzato in collaborazione con il Consiglio superiore della magistratura, Roma, Sala conferenze del Palazzo dei Marescialli, 14 luglio 2016, Pisa, ETS, 2017, ISBN 978-88-467-4964-2
- Per una giustizia a servizio del Paese, Prefazione al volume; a cura di Vincenza Lanteri, Napoli, Edizioni scientifiche italiane, 2017, ISBN 978-88-495-3405-4
- La nuova mediazione tributaria: manuale pratico di tutela del contribuente: reclamo obbligatorio, mediazione tributaria facoltativa, mediazione tributaria e conciliazione giudiziale, altri istituti deflattivi, strategie di difesa del contribuente: aggiornato con le novità della Manovra correttiva (Legge n. 96/2017 di conversione del D.L. n. 50/2017), Prefazione al volume; Francesco Verini; Santarcangelo di Romagna, Maggioli, 2017, ISBN 978-88-916-2459-8
- Caro Magistrato ti scrivo…, Prefazione al libro; a cura di N. Mazzon e F. Vivacqua, Milano, Cultura&solidarietà,
- Magistrati e cittadini: indagine su identità, ruolo e immagine sociale dei magistrati italiani, introduzione al volume; Nadio Delai e Stefano Rolando; Milano, Angeli, 2016, ISBN 978-88-917-3423-5
- La Protezione civile nella società del rischio: la responsabilità del sistema e dei diversi attori nelle prospettive di riforma legislativa, Atti dell'incontro di studio, Siracusa, Istituto superiore internazionale di scienze criminali, 29 maggio 2015, Pisa, ETS, 2016, ISBN 978-88-467-4486-9
- Liber amicorum di Piero Alberto Capotosti, Contributo; Bari, Cacucci, 2016, ISBN 978-88-6611-561-8
- Le costituzioni italiane: 1796-1948, Prefazione al volume; a cura di Enzo Fimiani e Massimo Togna; L'Aquila, Textus Edizioni, 2015; ISBN 978-88-87132-94-6
- Ettore Troilo, Brigata Maiella e nascita della Repubblica, Prefazione al volume; a cura di Nicola Mattoscio, Ortona, Menabò, Fondazione Pescarabruzzo, 2015, ISBN 978-88-95535-65-4
- Gli accertamenti bancari: cosa cambia con l'anagrafe dei conti correnti: la tracciabilità e l'utilizzo dei dati, le nuove indagini finanziarie e il controllo fiscale, i dati rilevanti, l'analisi del rischio di evasione, le possibilità di difesa del contribuente, le modalità operative del sistema informativo finanziario: aggiornato con il provvedimento del Direttore dell'Agenzia delle Entrate del 25 marzo 2013 sulle "Modalità per la comunicazione integrativa annuale all'Archivio dei rapporti finanziari", Prefazione al volume; Francesco Verini, Rimini, Maggioli, 2013, ISBN 978-88-387-8284-8[15]